# Пошта (Топлічень, Бузеу)
Пошта (рум. Poșta) — село у повіті Бузеу в Румунії. Входить до складу комуни Топлічень.
Село розташоване на відстані 127 км на північний схід від Бухареста, 30 км на північний схід від Бузеу, 78 км на захід від Галаца, 114 км на схід від Брашова.

## Населення
За даними перепису населення 2002 року у селі проживали 498 осіб.
Національний склад населення села:
| Національність | Кількість осіб | Відсоток |
| -------------- | -------------- | -------- |
| румуни         | 488            | 98,0%    |
| цигани         | 8              | 1,6%     |

Рідною мовою назвали:
| Мова      | Кількість осіб | Відсоток |
| --------- | -------------- | -------- |
| румунська | 489            | 98,2%    |
| циганська | 8              | 1,6%     |